# Tetrá de Teffé
Tetrá de Teffé (Rio de Janeiro, 21 de agosto de 1897 - idem, 19 de outubro de 1995) foi uma importante escritora brasileira do século XX, ganhando destaque através de sua obra publicada em 1940, o livro "Bati à Porta da Vida", condecorando-a como a primeira mulher romancista a receber um prêmio pela Academia Brasileira de Letras

## Biografia
Tetrazzini de Almeida Nobre de Teffé, mais conhecida como Tetrá de Teffé, foi uma escritora e intelectual brasileira. Nascida no Rio de Janeiro em família aristocrática, era filha de Francisco de Almeida Nobre (1848-1909) e Elisa Fernandina Paes de Barros (1867-1933). Foi a segunda esposa de Álvaro de Teffé. Com grande prestígio durante as primeiras décadas do século XX, seu romance Bati à Porta da Vida venceu o prêmio Machado de Assis da Academia Brasileira de Letras em 1941.
A situação de Teffé não melhorou, apesar de ter ganhado um prêmio importantíssimo da Academia, isso não fez com que a sua carreira de escritora alavancasse, logo o seu livro, sua figura e premiação foram esquecidos, assim como algumas escritoras desse período literário. É válido ressaltar, que as mulheres não ocupavam grandes espaços, como o cânone literário nacional, que era ocupado em sua maioria por homens.
A autora é lembrada, por pertencer a uma família de aristocratas, possuindo uma forte relação com o poder político. 
Em 1943, Tetrá escreveu uma nota acerca do ex-presidente Getúlio Vargas: "Há, indubitavelmente, ao redor da figura do nosso estadista máximo o halo de uma força de expressão, que escapa à objetividade de qualquer análise, e à qual nenhum brasileiro pode ficar insensível".

## Obra
Bati à Porta da Vida, publicado pela editora Pongetti, retratava a sociedade carioca através dos perfis de três irmãs: Dorinha, uma jovem moderna, porém fútil e leviana; Heloísa, viúva e austera; e Marta, uma mulher divorciada e desencantada.  Os temas do matrimônio, traição, separação, aborto e emancipação das mulheres são trabalhados através das personagens. O romance foi elogiado por Jorge Amado como o único de real interesse entre as novidades literárias do ano de 1940.